# Гусев, Вадим Владимирович
Вадим Владимирович Гусев (род. 12 января 1977, Караганда) — российский хоккеист, защитник. Мастер спорта России.

## Биография
Воспитанник московского «Динамо». Выступал за «Динамо-2» Москва (1993—1997), «Динамо» Москва (1994/95 — 1996/97), «Динамо-Энергия» Екатеринбург (1997/98 — 2000/01, 2001/02), «Амур» Хабаровск (2001/02), «Мостовик» Курган (2002/03), «Спутник» Нижний Тагил (2003/04).
Участник чемпионата Европы среди юниоров 1995 года. Сыграл 10 матчей за юниорскую сборную.

## Достижения
- Чемпион МХЛ 1995
- Обладатель Кубка МХЛ 1995, 1996
- Второй призёр чемпионата МХЛ 1996
- Финалист Евролиги 1997